# Емил Георгиев (литературовед)
Вижте пояснителната страница за други личности с името Емил Георгиев.
Емил Иванов Георгиев е виден български литературовед, литературен историк, славист, академик на Българската академия на науките.

## Биография
Роден е на 10 януари 1910 г. в Шумен. По-малък брат е на известния езиковед академик Владимир Георгиев. Защитава докторска дисертация във Виена. Избран е за член-кореспондент (1967) и академик (1977) на БАН.
Преподавател е в Софийския университет, където завежда Катедрата по славянска литература от 1947 до 1976 година. Освен това е завеждащ Секцията по сравнително литературознание в Института за литература на БАН, ръководител на „Българска енциклопедия“ при БАН (1958 – 1960), директор на Центъра по българистика към Президиума на БАН (1976), секретар (1967 – 1971) и заместник-председател (1971 – 1976) на Съюза на научните работници в България, председател на Славянското дружество в България (1968 – 1973). В периода 4 декември 1971 – 1 май 1982 г. е заместник-председател на Републиканския съвет на Дружеството за разпространение на научни знания „Георги Кирков“. Носител е на Димитровска награда (1971) и ордените „Народна република България“ първа степен (януари 1970) и „Георги Димитров“ (1980).
Неговата научна дейност е в областта на сравнителното славянско литературознание и историята на старобългарската, възрожденската и новата българска литература.
Син на акад. Георгиев е българският националист, партиен лидер и лекар Иван Георгиев (1941 – 2012).